# St. Angela
St. Angela è una serie televisiva tedesca ideata da Renate Kampmann e prodotta dal 1997 al 2005. Tra gli interpreti principali, figurano Friedel Schümann, Dieter Bach, Karin Thaler, Dietmar König, Wolfgang Pregler, Hans Heinz Moser, Kim-Sarah Brandts, Christopher Biel, Julia Goehrmann, ecc. .
Tra le serie mediche tedesche di maggiore successo, consta di 13 stagioni, per un totale di 275 episodi, della durata di 25 minuti circa.  La serie veniva trasmessa dall'emittente ARD 1 (Das Erste): il primo episodio, intitolato Der Verdacht, andò in onda in prima visione il 10 aprile 1997.

## Trama
La serie è incentrata sulle vicende quotidiane di alcuni praticanti in un ospedale di Amburgo, il "St. Angela". Il gruppo è coordinato dalla caposala, Suor Irene Jensen.

## Episodi
| Stagione             | Puntate | Prima TV Germania | Prima TV Italia |
| -------------------- | ------- | ----------------- | --------------- |
| Prima stagione       | 13      | 1997              | inedita         |
| Seconda stagione     | 13      | 1998              | inedita         |
| Terza stagione       | 13      | 1998              | inedita         |
| Quarta stagione      | 13      | 1999              | inedita         |
| Quinta stagione      | 22      | 2000              | inedita         |
| Sesta stagione       | 30      | 2001              | inedita         |
| Settima stagione     | 27      | 2002              | inedita         |
| Ottava stagione      | 21      | 2002              | inedita         |
| Nona stagione        | 26      | 2003              | inedita         |
| Decima stagione      | 28      | 2003              | inedita         |
| Undicesima stagione  | 27      | 2004              | inedita         |
| Dodicesima stagione  | 20      | 2004              | inedita         |
| Tredicesima stagione | 20      | 2005              | inedita         |